# Богданівка (зупинний пункт, Шевченківська дирекція Одеської залізниці)
Богда́нівка — пасажирський залізничний зупинний пункт Шевченківської дирекції Одеської залізниці на неелектрифікованій  лінії Андрусове — Христинівка між станціями Липовець та Погребище I. Розташований у селі Богданівка Вінницького району Вінницької області.

## Пасажирське сполучення
На платформі Богданівка зупиняються лише приміські дизель-поїзди Козятин I — Христинівка.